# 도리이

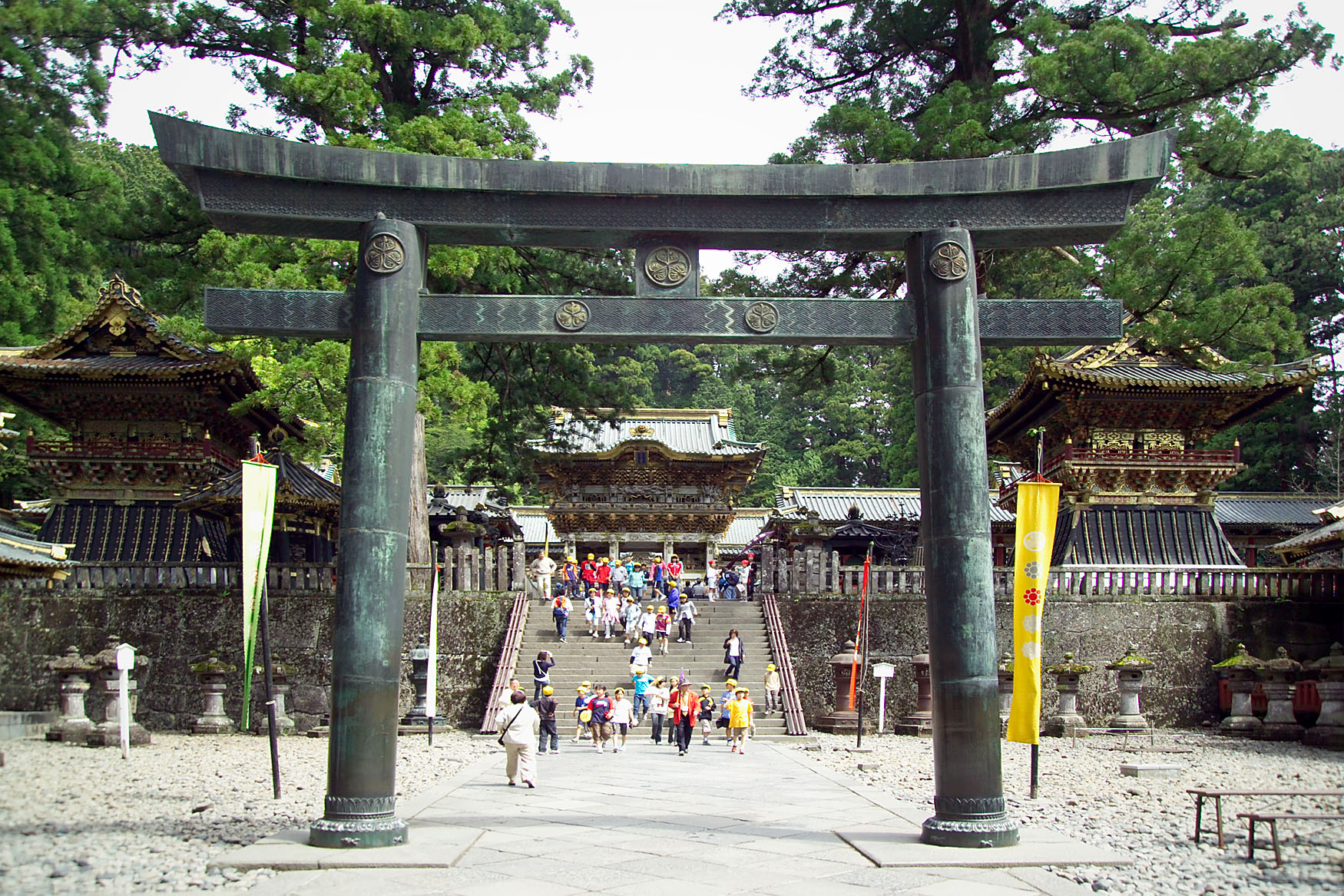
닛코 동조궁의 도리이

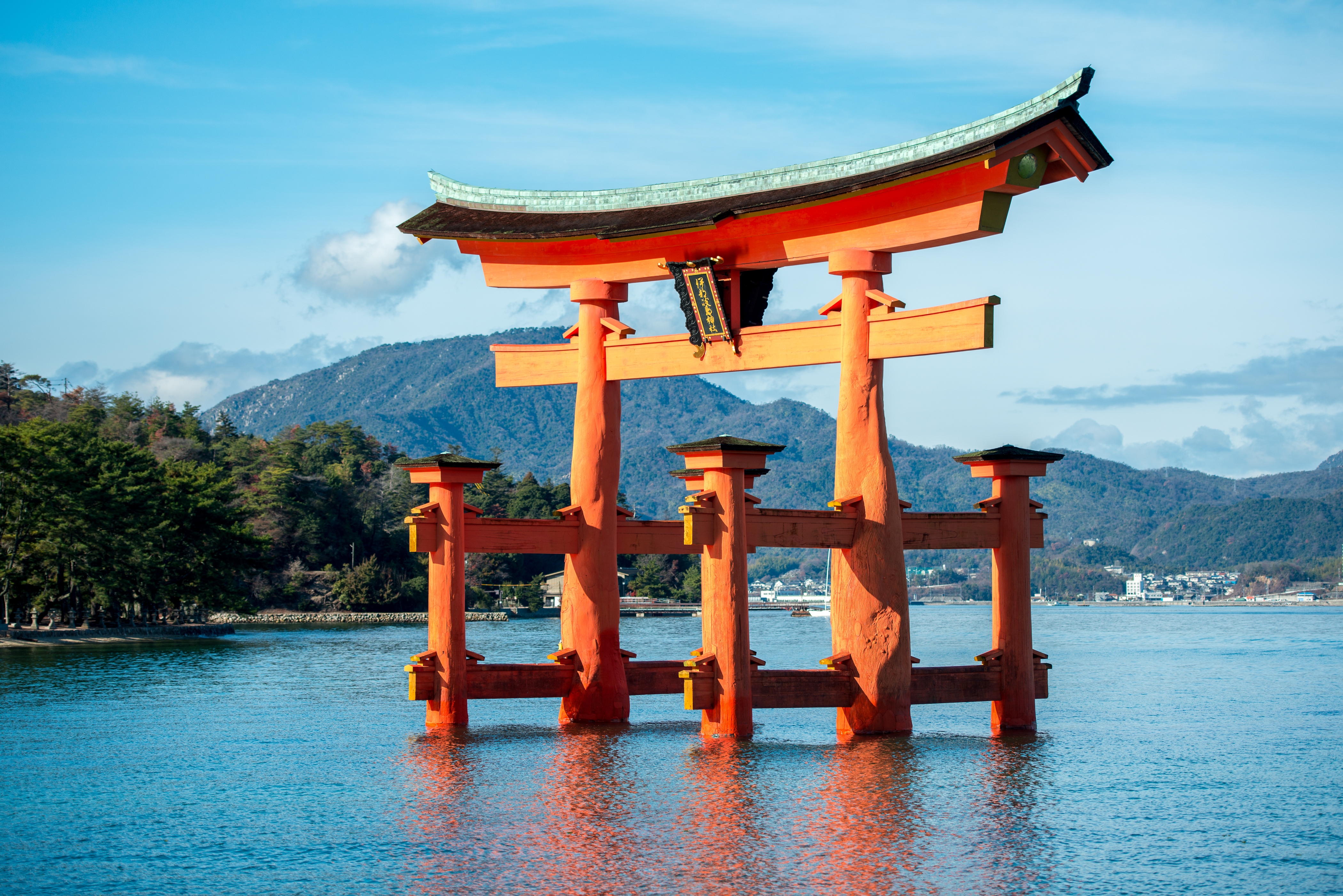
이쓰쿠시마 신사의 도리이

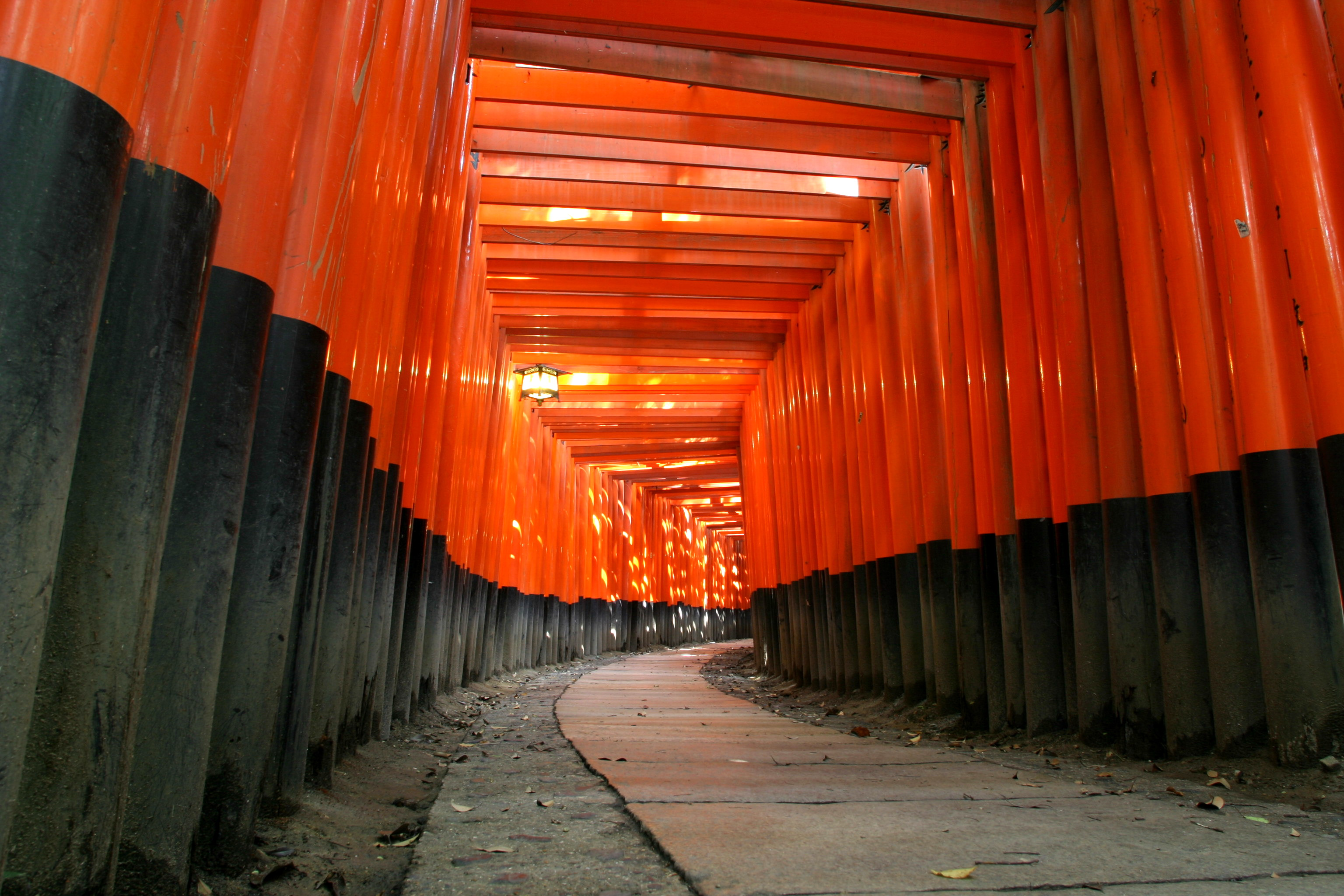
교토 후시미 이나리 신사의 수많은 도리이

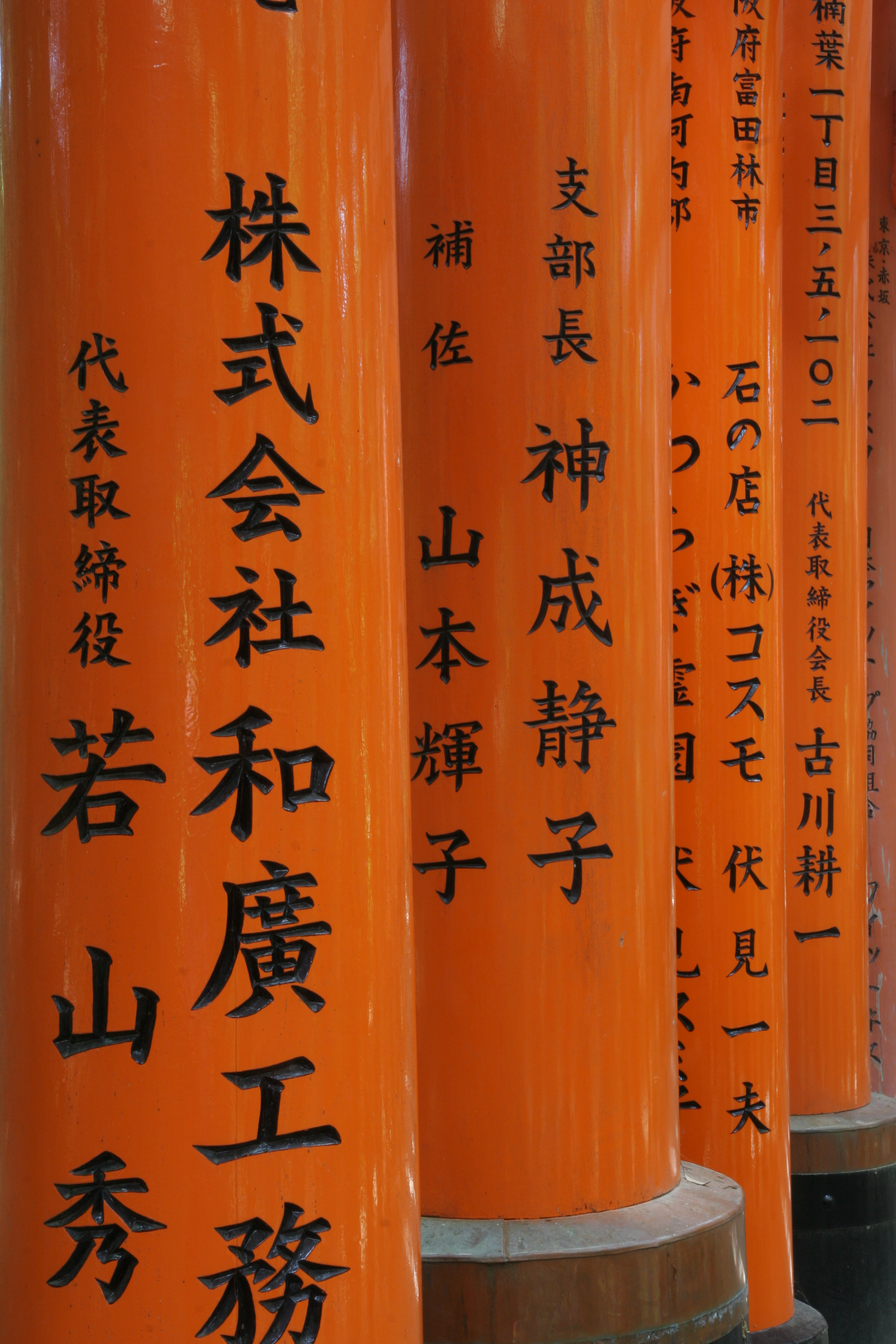
도리이에 새겨진 기부자의 이름

도리이(일본어: 鳥居)는 일본에서 신성한 곳이 시작됨을 알리는 관문으로 흔히 신사 앞에서 볼 수 있다.
도리이의 기본적인 구조는 두 개의 기둥이 서있고 기둥 꼭대기를 서로 연결하는 가사기(笠木)로 불리는 가로대가 놓여있는 형태이다. 제일 위에 있는 가로대의 약간 밑에 있는 두 번째 가로대는 누키(貫)라 부른다. 도리이는 전통적으로 나무로 만들어져있고 대개 주홍색으로 칠해진다. 오늘날의 도리이는 돌이나 금속, 스테인리스강으로 만들어지기도 한다.
도리이는 '불경한 곳(일반적인 세계)'과 '신성한 곳(신사)'을 구분짓는 경계이다. 이나리 신사는 대체적으로 많은 도리이를 갖고 있다. 성공한 사람들은 종종 감사하는 의미로 도리이를 기부해 왔다. 교토의 후시미 이나리 신사에는 이러한 도리이 수천 개가 있다.

## 역사
도리이의 기원은 분명하지 않고 몇 가지 다른 이론들이 있다. 어떤 사람들은 중앙 인도에 위치한 산치의 문인 토라나와 관련이 있을 것이라고 주장한다. 이 이론은 토라나는 진언종의 설립자 구카이가 신성한 의식에 사용되는 공간을 구별하기 위해 채택한 것이라고 생각한다.
다른 학자들은 도리이가 중국의 패루(牌楼)나 한국의 홍살문(紅살門)과 관련이 있다고 믿는다.
도리이라는 단어의 기원 또한 불분명하다. 어떤 이론은 "닭이 머무르는 자리"를 의미하는 한자 "鶏居"에서 유래되었다고 생각한다. 이것은 신토에서 닭을 신의 전령이라고 여기는 데에서 비롯된다. 다른 이론은 "통과해 들어가다"라는 뜻의 "通り入る(도리이루)"에서 유래되었다고 주장한다.

## 형식

묘진 형식의 도리이

도리이의 종류는 크게 신메이 도리이와 묘진 도리이로 나눌 수 있다. 두 형식을 나누는 기준은 기둥이나 가사기 등 주요 부재의 가공과 휘어짐의 유무이다. 신메이 도리이는 기둥의 광택과 가사기의 휘어짐이 없는 반면에 묘진 도리이는 그것을 가지고 있다. 또한 묘진 도리이는 가사기 밑에 시마기(島木)라는 가로대와 중앙에 시마기와 누키를 연결하는 가쿠즈카(額束)라는 들보가 놓여있는 데에 반해 신메이 도리이는 그것이 없다.

## 같이 보기
- 일주문
- 홍살문